# وست کارسون (کالیفرنیا)
وست کارسون (به انگلیسی: West Carson) یک منطقهٔ مسکونی در ایالات متحده آمریکا است که در شهرستان لس‌آنجلس، کالیفرنیا واقع شده‌است. وست کارسون ۵٫۹۰۲ کیلومتر مربع مساحت و ۲۱٬۶۹۹ نفر جمعیت دارد و ۱۳ متر بالاتر از سطح دریا واقع شده‌است.